# Rasa d'Antigues
La Rasa d'Antigues és un torrent afluent per la dreta del Torrent de la Vallanca que neix a la confluència de la Rasa de la Perera amb la Rasa de Ginebres i que transcorre íntegrament pel terme municipal de Navès.

## Xarxa Hidrogràfica
La xarxa hidrogràfica de la Rasa d'Antigues està integrada per un total de 18 cursos fluvials. D'aquests, 11 són subsidiaris de 1r nivell i 6 ho són de 2n nivell.
La totalitat de la xarxa suma una longitud de 19.761 m. que transcorren íntegrament pel terme municipal de Navès.
| Codi del corrent fluvial | Coordenades del seu origen                                   | Longitud (en metres) |
| ------------------------ | ------------------------------------------------------------ | -------------------- |
| E0                       | Xarxa de la Rasa de la Perera                                | 4.954                |
| D0                       | Xarxa de la Rasa de Ginebres                                 | 2.316                |
| Rasa d'Antigues          | 42° 3′ 59.46″ N, 1° 36′ 50.12″ E / 42.0665167°N,1.6139222°E  | 7.186                |
| E1                       | 42° 3′ 49.00″ N, 1° 36′ 59.03″ E / 42.0636111°N,1.6163972°E  | 616                  |
| E2                       | 42° 3′ 26.94″ N, 1° 36′ 57.76″ E / 42.0574833°N,1.6160444°E  | 273                  |
| E3                       | 42° 2′ 57.39″ N, 1° 36′ 55.22″ E / 42.0492750°N,1.6153389°E  | 249                  |
| E4                       | 42° 2′ 49.42″ N, 1° 36′ 59.03″ E / 42.0470611°N,1.6163972°E  | 612                  |
| E5                       | 42° 2′ 7.819″ N, 1° 36′ 48.95″ E / 42.03550528°N,1.6135972°E | 157                  |
| E6                       | 42° 2′ 32.09″ N, 1° 37′ 0.172″ E / 42.0422472°N,1.61671444°E | 1.331                |
| E7                       | 42° 2′ 25.62″ N, 1° 37′ 12.91″ E / 42.0404500°N,1.6202528°E  | 983                  |
| E8                       | 42° 1′ 59.38″ N, 1° 37′ 26.98″ E / 42.0331611°N,1.6241611°E  | 723                  |
| D1                       | 42° 1′ 12.81″ N, 1° 37′ 48.24″ E / 42.0202250°N,1.6300667°E  | 361                  |